# Elisabeth Belgická
Princezna Elisabeth Belgická, vévodkyně brabantská (celým jménem franc. Elisabeth Thérèse Marie Hélène de Belgique, vlám. Elisabeth Theresia Maria Helena van België; * 25. října 2001 Anderlecht) je jako nejstarší dítě krále Filipa Belgického a jeho manželky královny Mathilde následnicí belgického trůnu. Tou se stala po abdikaci svého děda krále Alberta II. 21. července 2013.
Elisabeth má šanci stát se první belgickou panovnicí, protože po změně belgického nástupnického práva v roce 1991 má nárok na trůn prvorozené dítě bez ohledu na pohlaví.
Její mladší bratři se jmenují Gabriel a Emmanuel a sestra Eléonore.
V současné době navštěvuje vlámskou školu v Bruselu.

## Titulatura
- Její královská výsost princezna Elisabeth Belgická (25. října 2001 – 21. července 2013)
- Její královská výsost vévodkyně brabantská, princezna belgická (od 21. července 2013)